# マルセロ・ジャロ
マルセロ・ジャロ（Marcelo Djaló）ことマルセロ・アマド・ジャロ・タリトライ（カタルーニャ語: Marcelo Amado Djaló Taritolay、1993年10月8日 - ）は、スペイン・バルセロナ出身のサッカー選手。ボアヴィスタFC所属。ポジションはDF。

## クラブ歴

### 初期
バルセロナ生まれ。レアル・マドリードの下部組織に在籍したが、2012年7月に放出され、セグンダ・ディビシオンBのCFバダロナにトライアルを経て加入した。同シーズンに選手初出場を記録し、リーグで21試合に出場したが、1年で退団した。

### ユヴェントス
2013年夏にグラナダCF Bに加入した。2014年8月19日にユヴェントスFCに移籍したが、2014-15シーズンも期限付き移籍の形でグラナダBに引き続き在籍した。2015年1月14日のコパ・デル・レイではグラナダCFのトップチームの一員としてフル出場を記録した。
2015年7月11日にセグンダ・ディビシオンのジローナFCに期限付き移籍。9月9日にコパ・デル・レイで移籍後初出場となったが、フロリアン・ルジューヌ、キコ・オリバス、ペドロ・アルカラ、リチ、カルレス・マスに次ぐ6番手であったため、リーグ戦では1試合も出場する事なく、2016年4月18日に退団。同時にUCAMムルシアCFにシーズン末までの期限付き移籍となった。

### ルーゴ
2016年7月7日にセグンダ・ディビシオンに初昇格を果たしたCDルーゴに2年契約で加入。8月27日の試合でカルロス・エルナンデスに代わって途中出場し移籍後初出場を記録。12月11日には移籍後初得点を記録した。同シーズン、25試合2得点の結果を残し、クラブも8位で終えるなど好調の結果であった。

### フラム
2017年7月3日にフラムFCに完全移籍、移籍金は明らかになっていないが推定80万ユーロで、3年契約を締結した。8月8日にEFLカップで移籍後初出場。
2018年8月15日にセグンダ・ディビシオンのエストレマドゥーラUDに1年の期限付き移籍。しかし2019年1月31日に期限付き移籍は打ち切られた。

### ルーゴ復帰
2019年8月27日に3年契約でルーゴに再加入した。

## 代表歴
ギニアビサウ、アルゼンチン、スペインの代表として出場する権利を持っていたが、2019年3月にアフリカネイションズカップ2019予選・グループKのモザンビーク代表戦に臨むギニアビサウ代表に招集され、ギニアビサウ代表としての道を歩み始めた。しかし、この試合では出場機会が無く、代表初出場を記録する事が出来なかった。同年6月8日に行われたアンゴラ代表との親善試合にスターティングメンバーとして出場し代表初出場を記録。また、アフリカネイションズカップ2019本戦の際にもメンバーに選出された。

## 家族
ギニアビサウ系の父と、アルゼンチン系の母の間にスペインのバルセロナで生まれた。